# 옥타브 푀이예
옥타브 푀이예(Octave Feuillet)는 1821년 8월 10일 프랑스 생로에서 태어나 1890년 12월 28일 파리에서 사망한 프랑스의 소설가이자 극작가이며, “가정의 뮈세”라는 별명을 갖고 있다. 푀이에는 아카데미 프랑세즈의 회원이었다.